# Paddington au Pérou
Série
Paddington 2
(2017)
Pour plus de détails, voir Fiche technique et Distribution.
Paddington au Pérou est une comédie d'aventures familiale britannico-franco-nippo-américaine, réalisée par Dougal Wilson et sortie en 2024.
Il s'agit de la suite du film Paddington 2, sorti en 2017, et le premier long métrage de Dougal Wilson en tant que réalisateur.

## Synopsis
Paddington continue d’écrire des lettres à sa tante Lucy pour la tenir informée de sa vie à Londres et des changements chez les Brown mais, un jour, il reçoit une lettre de la maison de retraite pour ours au Pérou l'informant qu'il manque profondément à tante Lucy et qu'elle agit étrangement. Paddington et les Brown décident d'aller au Pérou pour lui rendre visite. À leur arrivée au Pérou, les Brown apprennent de la mère supérieure que tante Lucy a mystérieusement disparu dans la jungle, ne laissant derrière elle que ses lunettes et son bracelet. Paddington trouve une carte dans la cabane de tante Lucy indiquant qu'ils devraient commencer leur recherche dans un endroit appelé Rumi Rock ; Mme Bird et la mère supérieure restent derrière et la mère supérieure donne à Mme Brown un pendentif pour porter chance.
Les Brown cherchent à louer un bateau pour descendre la rivière, rencontrant les chasseurs de trésors Hunter Cabot et sa fille Gina. Hunter remarque le bracelet de Paddington et informe la famille de la ville perdue d'El Dorado, un lieu mythique qui contiendrait l'or offert par les anciens Péruviens aux esprits de la jungle ; les voyageurs à la recherche d'El Dorado commencent généralement leurs recherches à Rumi Rock, mais ne reviennent pas vivants. Hunter est poussé par les fantômes de ses ancêtres à trouver de l'or à tout prix et souhaite détourner le voyage pour trouver El Dorado lui-même ; lui et Gina se disputent pour continuer le voyage, Gina voulant qu'il fasse demi-tour. En réponse, Hunter abandonne Gina, mais tombe lui-même par-dessus bord, provoquant le naufrage du bateau.
Paddington se sépare de la famille et tombe sur Rumi Rock où Hunter l'attend. Après avoir lâché un rugissement, Paddington décide de suivre l’autre rugissement en pensant que c'est sa tante Lucy. Gina retrouve les Brown et explique que son père a la folie de l’or comme ses ancêtres qui sont morts dans leur recherche d’El Dorado. Son père avait renoncé pendant un certain temps mais il a de nouveau replongé à cause de l’influence des fantômes de ses ancêtres. Ils entreprennent la recherche de Paddington pour le sauver de Hunter. Mme Bird se méfie du comportement étrange de la mère supérieure et découvre une pièce secrète où elle révèle que le pendentif qu'elle a donné à Mme Brown est en fait un tracker. Connaissant maintenant leur emplacement, Mme Bird et la mère supérieure volent avec un avion pour sauver les Brown.
Après avoir atteint le sommet d'un fort inca, Paddington réalise que l’autre rugissement n'était en fait que son écho, puis il jette un œil sur une fente pour pièces de monnaie qui est un emblème sur son bracelet. Hunter attaque et poursuit Paddington, mais les Brown arrivent juste à temps pour le sauver. La mère supérieure se révèle être Clarissa Cabot, la cousine présumée disparue de Hunter, souhaitant également trouver El Dorado. Clarissa révèle que, durant ses recherches, elle a compris que les ours étaient la clé pour trouver El Dorado et, donc, elle a joué la mère supérieure pour infiltrer la maison de retraite des ours, a envoyé cette lettre et a fait disparaître la tante Lucy pour inciter Paddington à trouver El Dorado grâce aux indices qu’elle avait laissés exprès. Elle tient ensuite les Brown et Gina sous la menace d'une arme mais Hunter intervient en piégeant Clarissa. Les Brown utilisent le bracelet de Paddington pour entrer dans El Dorado. Ils trouvent tante Lucy qui explique qu'El Dorado est une orangerie (et non de l’or) où Paddington est né et que son bracelet était à l'origine celui de Paddington lorsqu'elle l'a trouvé, utilisé par les ours d'El Dorado. Paddington se lie avec les autres ours en faisant de la marmalade, mais choisit de retourner à Londres avec les Brown.
Par la suite, Hunter et Gina se sont réconciliés, Clarissa est envoyée au pôle Nord pour devenir une vraie religieuse en travaillant à la maison de retraite pour les ours polaires, et plusieurs ours El Dorado visitent Paddington à Londres et portent le nom d'autres gares de chemin de fer de Londres. Paddington et les ours rendent visite à Phoenix Buchanan, qui croit qu'il sera bientôt libéré de prison et planifie une pièce de théâtre pour Boucle d'or et les Trois Ours avec les ours El Dorado.

## Fiche technique

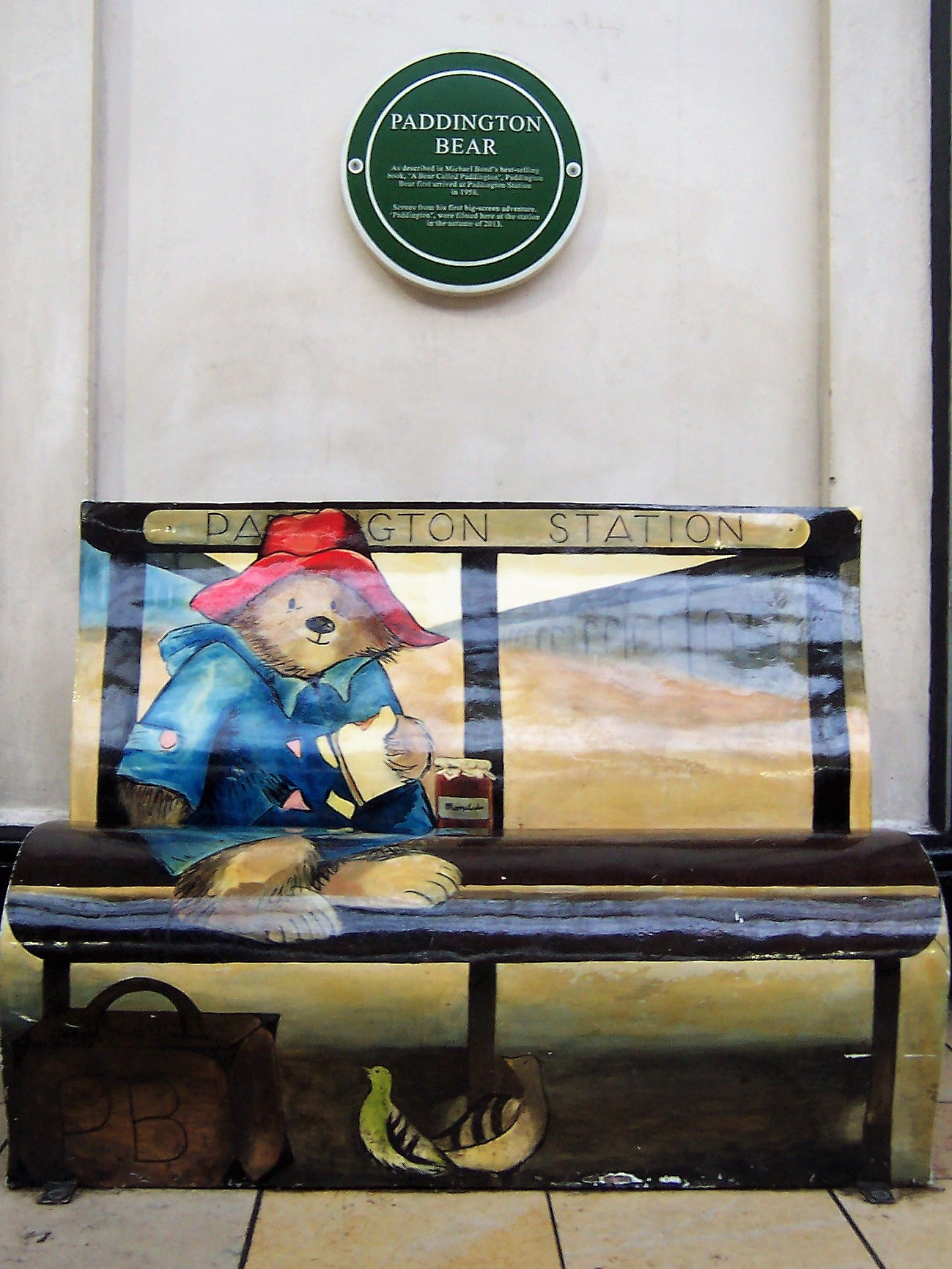
Banc en forme de livre décoré de l'ours Paddington à la gare de Paddington.

- Titre original : Paddington in Peru
- Titre français : Paddington au Pérou
- Réalisation : Dougal Wilson
- Scénario : Mark Burton, Jon Foster et James Lamont, d'après une histoire de Paul King, Simon Farnaby et Mark Burton et d'après le personnage créé par Michael Bond
- Musique : Dario Marianelli
- Décors : Cathy Cosgrove
- Costumes : Charlotte Walter
- Photographie : Erik Wilson
- Montage : Úna Ní Dhonghaíle
- Production : David Heyman, Rosie Alison, Rob Silva et Claudia Roca Bravo
  - Production déléguée : Camilia Celis, Jeffrey Clifford, Ron Halpern, Dan MacRae, Anna Marsh, Tim Wellspring et Paul King
- Sociétés de production : StudioCanal, Columbia Pictures, Stage 6 Films, Kinoshita Group et Marmalade Pictures
- Sociétés de distribution : StudioCanal (Royaume-Uni et France), Sony Pictures Releasing (États-Unis), Kino Films (Japon)
- Budget : 72 200 000 £ (90 000 000 $)
- Pays de production :  Royaume-Uni,  France,  Japon,  États-Unis
- Langue originale : anglais
- Format : couleur — 2,35:1
- Genre : aventure, comédie, famille
- Durée : 106 minutes
- Dates de sortie :
  - Royaume-Uni : 8 novembre 2024
  - France : 5 février 2025
  - États-Unis : 14 février 2025
  - Japon : 9 mai 2025

## Distribution
- Ben Whishaw (VF : Guillaume Gallienne)[2] : Paddington Brown (voix)
- Hugh Bonneville (VF : Patrick Bonnel ; VQ : Alain Zouvi) : Henry Brown
- Emily Mortimer (VF : Rafaèle Moutier) : Mary Brown[3]
- Madeleine Harris (en) (VF : Camille Timmerman) : Judy Brown
- Samuel Joslin (VF : Jules Timmerman) : Jonathan Brown
- Julie Walters (VF : Françoise Vallon ; VQ : Johanne Léveillé) : Mme Bird
- Jim Broadbent (VF : Jean-Claude Donda) : Samuel Gruber
- Olivia Colman (VF : Julie Dumas (dialogues) / Rachel Pignot (chants)) : la mère supérieure
- Imelda Staunton (VF : Marie-Martine ; VQ : Lisette Dufour) : Tante Lucy (voix)
- Antonio Banderas (VF : Bernard Gabay ; VQ : Manuel Tadros) : Hunter Cabot
- Carla Tous (VF : Laure Filiu) : Gina Cabot
- Hayley Atwell (VF : France Renard) : Madison
- Joel Fry : Joe le postier
- Sanjeev Bhaskar : Dr Jafri
- Robbie Gee : M. Barnes
- Ben Miller : le colonel Lancaster
- Jessica Hynes : Miss Kitts
- Simon Farnaby : Barry le steward
- Ella Bruccoleri : Rosita la nonne
- Hugh Grant (VF : Thibault de Montalembert) : Phoenix Buchanan (caméo non crédité)

Source VF : carton cinématographique du doublage français.

## Production

### Attribution des rôles
En juin 2023, il est annoncé que Ben Whishaw, Hugh Bonneville, Julie Walters, Jim Broadbent, Madeleine Harris, Samuel Joslin et Imelda Staunton reprendront leurs rôles. Ils sont rejoints par Antonio Banderas, Olivia Colman, Carla Tous, ainsi qu'Emily Mortimer, qui remplace Sally Hawkins, dans le rôle de Mary Brown.

### Tournage
Le tournage a débuté au Royaume-Uni le 24 juillet 2023. Le film a également été tourné en Colombie et au Pérou. Les prises de vues se sont achevées en octobre 2023. Une première bande-annonce a été dévoilée le 12 juin 2024.